# Sitiveni Rabuka
Sitiveni Rabuka ([sitʃiˈβeni ramˈbuka], Cakaudrove, Fiyi, 13 de septiembre de 1948) es un político fiyiano que ejerce como primer ministro de Fiyi desde 2022, habiendo ocupado el mismo cargo desde 1992 hasta 1999. Fue dirigente del Partido Político Fiyiano hasta su disolución, y adhirió al Partido Liberal Socialdemócrata (SODELPA) luego de la llegada al poder de Frank Bainimarama. Fue líder de dicho partido en las elecciones generales de 2018, manteniéndolo como la segunda formación más grande del Parlamento y asumiendo como líder de la Oposición, cargo en el que se mantuvo hasta su renuncia dos años más tarde.
Rabuka es conocido en Fiyi por haber ayudado a instigar los dos golpes de estado de 1987, que sacudieron la política interna del país oceánico. Luego de su paso por la jefatura de gobierno, ocupó el cargo de Presidente del Gran Consejo de Jefes, y más tarde se desempeñó como Presidente del Consejo Provincial de Cakaudrove de 2001 a 2008. Fue elegido para este cargo el 24 de mayo de 2001 y reelegido para un nuevo mandato de tres años el 13 de abril de 2005. Opositor al gobierno de Frank Bainimarama, Rabuka fue elegido presidente del Partido Liberal Socialdemócrata (SODELPA) en 2016, tras la renuncia de Teimumu Kepa, quien desaprobó públicamente la elección de Rabuka para reemplazarla. No obstante las divisiones internas, el liderazgo de Rabuka llevó al partido a lograr un 39,85% de los votos en las elecciones generales de 2018 y crecer 6 escaños con respecto a los comicios anteriores.
Rabuka, que denunció fraude electoral, asumió como líder de la Oposición en el parlamento después de las elecciones. El 28 de noviembre de 2020 perdió una elección interna por el liderazgo del partido contra Viliame Gavoka, que pasó a ocupar su cargo parlamentario. Días más tarde, el 7 de diciembre, presentó su renuncia como miembro del Parlamento, alegando que ya «ya no quería ser un obstáculo» para el enfoque bipartidista que, según él, deberían adoptar los líderes políticos para crear armonía, progreso y unidad en Fiyi.
Rabuka formó un nuevo partido, la Alianza Popular, para competir en las elecciones generales de Fiyi de 2022. Tras los comicios, Rabuka resultó elegido Primer Ministro tras llegar a un acuerdo de coalición con el NFP y el SODELPA.